# Sanidad en Albacete
El sistema sanitario público de Albacete está gestionado por el Servicio de Salud de Castilla-La Mancha (SESCAM), que depende funcionalmente de la Consejería de Salud y Bienestar Social de la Junta de Comunidades de Castilla-La Mancha, al ser esta materia una competencia exclusiva de la Comunidad Autónoma.

## Centros de Atención Primaria

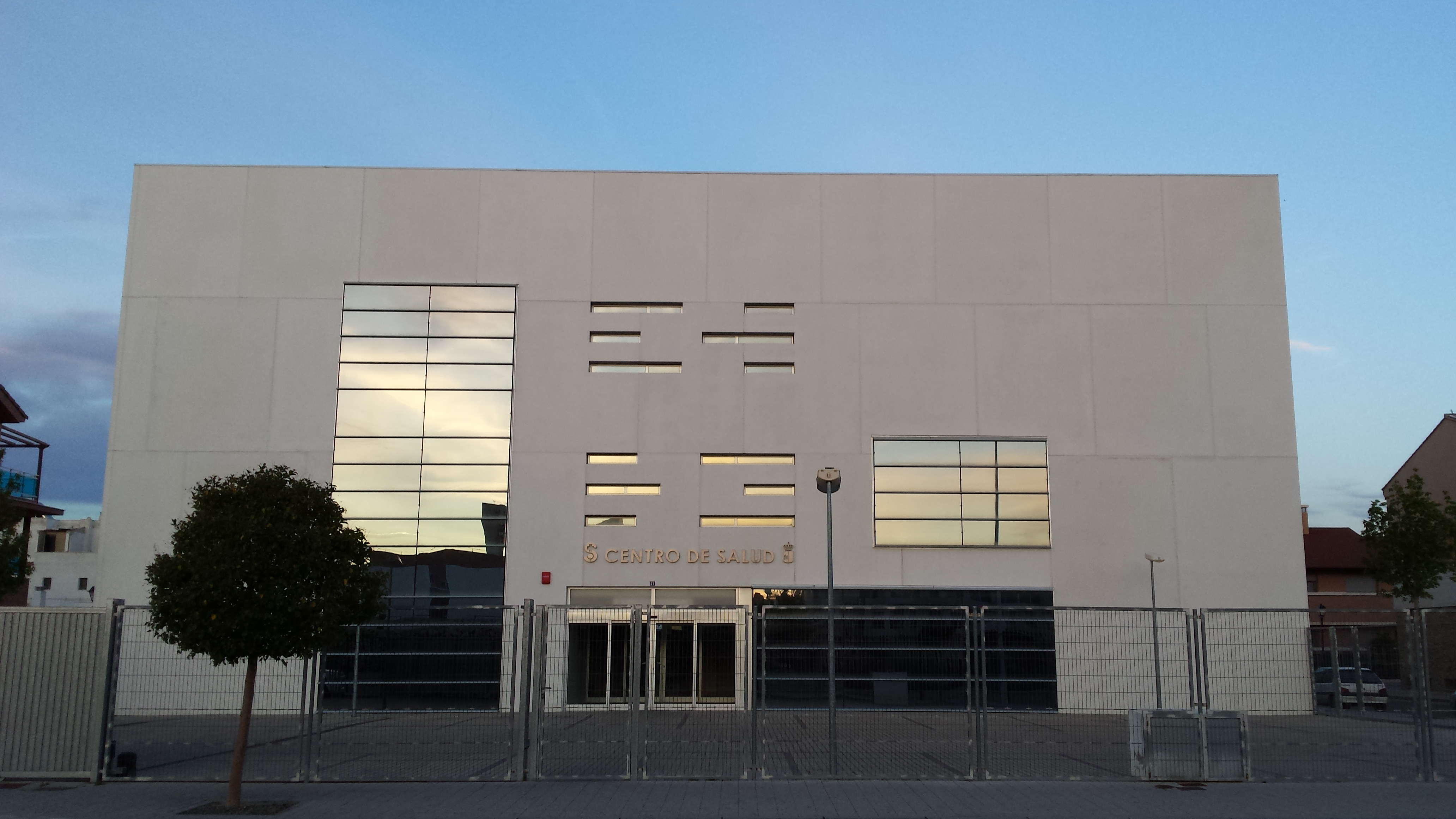
Centro de Salud Zona 1.

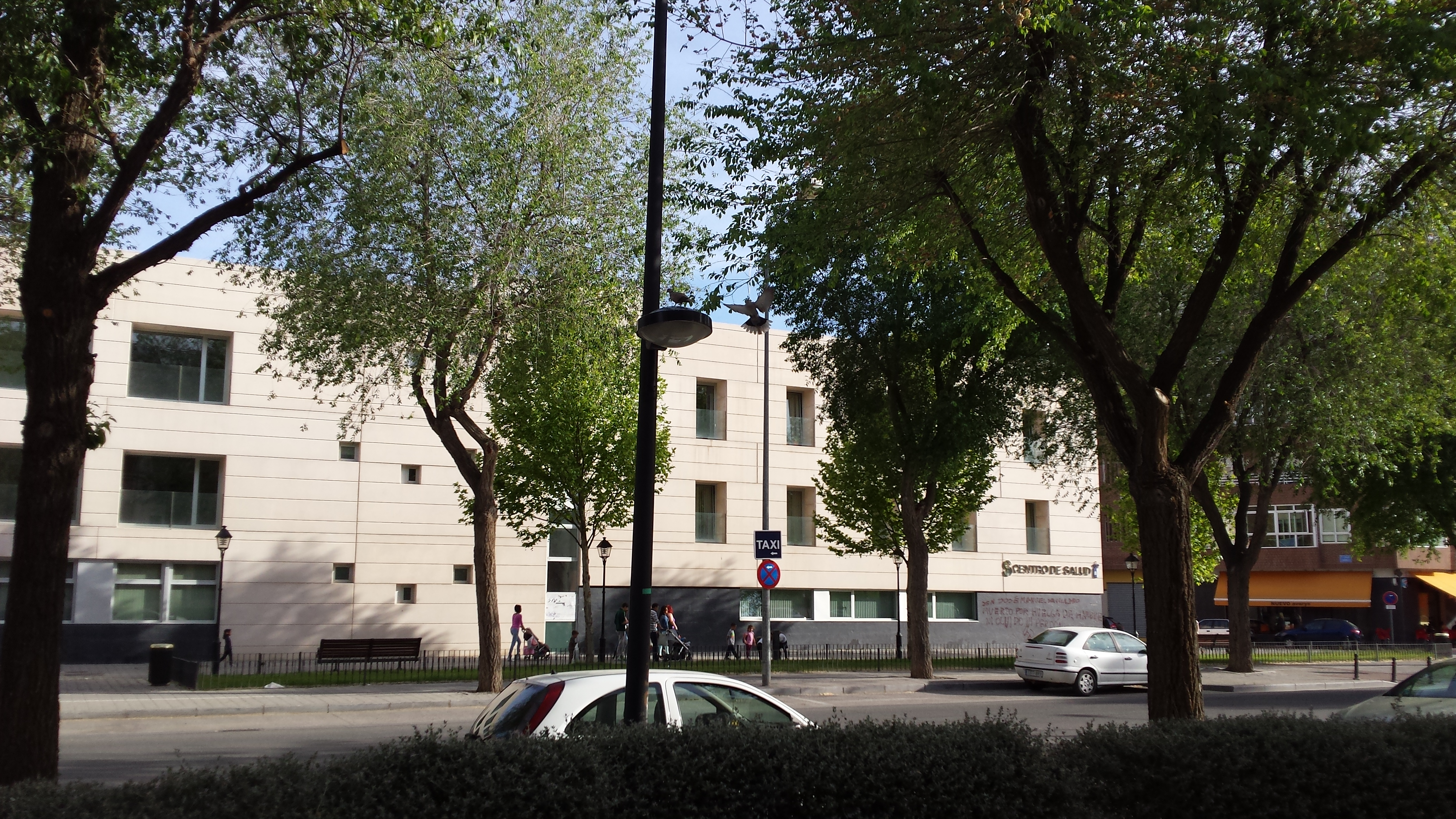
Centro de Salud Zona 7.

La red local de Atención Primaria está compuesta actualmente por nueve Centros de Salud, integrados en 8 Zonas Básicas de Salud del Distrito Sanitario de Albacete, y dos Puntos de Atención Continuada del Servicio de Urgencias de Atención Primaria, distribuidos por los diferentes distritos de la ciudad y son los siguientes:
- Centro de Salud de Zona 1-Hospital (Hospital): José María Sánchez Ibáñez, S/N (detrás de la Facultad de Medicina)

- Centro de Salud de Zona 2-Municipal (Industria): Avda. de Ramón y Cajal, 24

- Centro de Salud de Zona 3-Villacerrada (Villacerrada): Plaza de La Mancha, S/N

- Centro de Salud de Zona 4-Residencia (Santa Teresa): Seminario, 4

- Centro de Salud de Zona 5 (Pedro Lamata): Macedonio Jiménez, S/N

- Centro de Salud de Zona 5-B (Pedro Lamata): Macedonio Jiménez, S/N

- Centro de Salud de Zona 6 (San Antonio Abad): Azorin S/N

- Centro de Salud de Zona 7-Feria (Cañicas): Virgen Del Pilar (esquina Churruca)

- Centro de Salud de Zona 8: C/ Graduados S/N

- Punto de Atención Continuada del Servicio de Urgencias de Atención Primaria: Indira Gandhi S/N
- Punto de Atención Continuada del Servicio de Urgencias de Atención Primaria II: Graduados S/N

## Hospitales

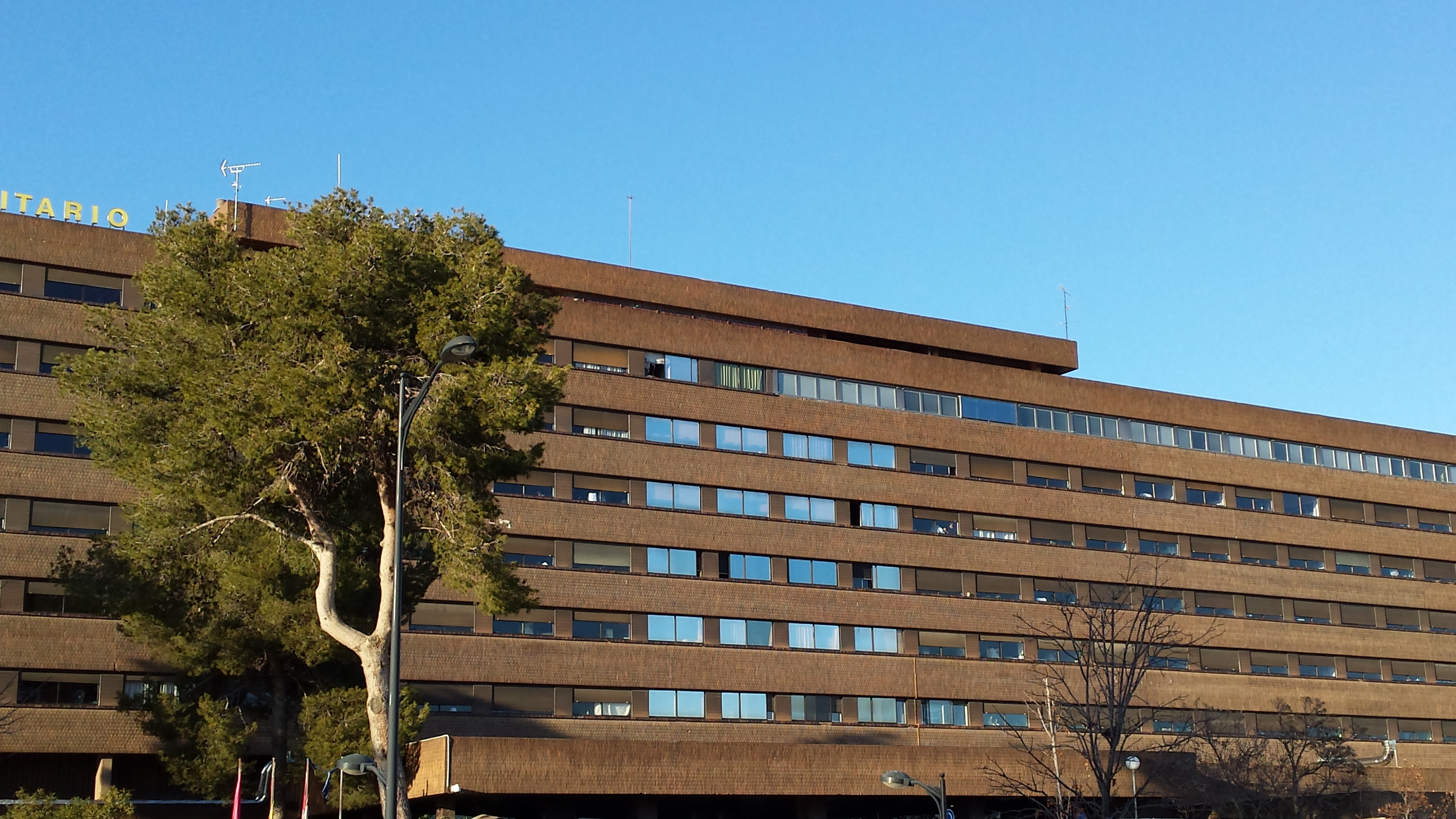
Hospital General Universitario de Albacete.

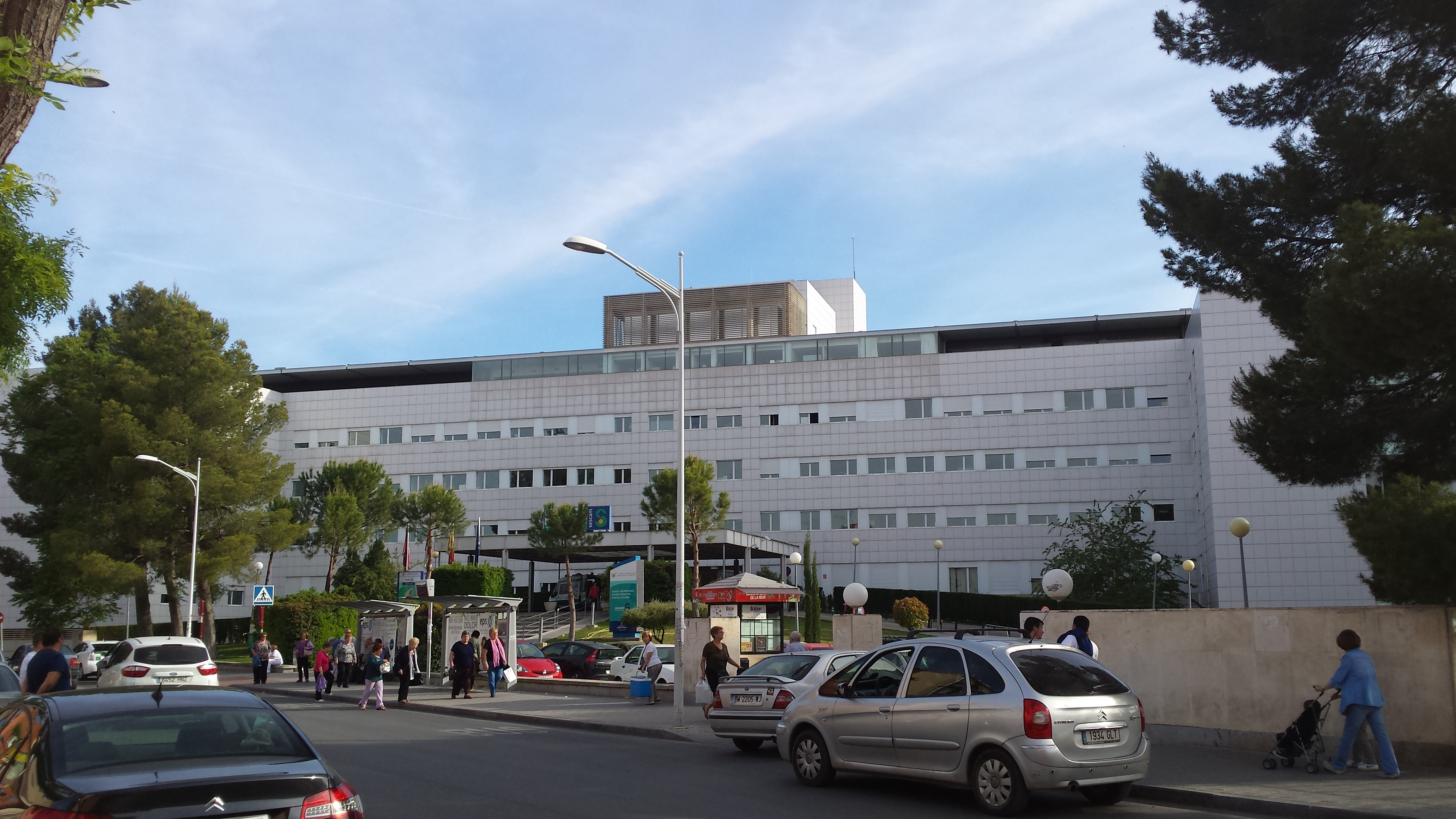
Hospital Universitario Nuestra Señora del Perpetuo Socorro de Albacete.

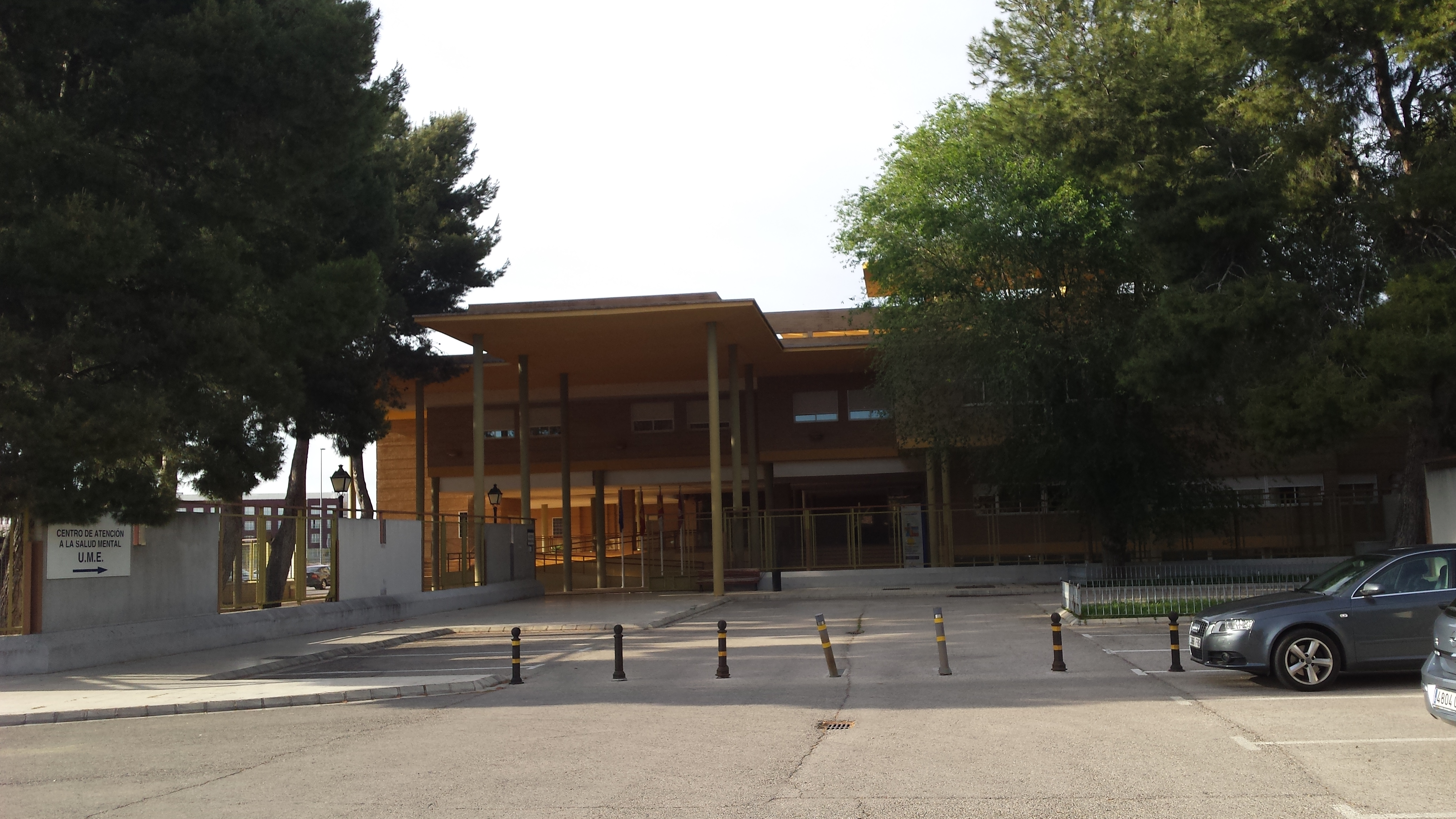
Centro de Atención a la Salud Mental de Albacete.

La red hospitalaria está compuesta básicamente de hospitales públicos gestionados por el SESCAM y otros centros médicos hospitalarios de gestión privada:

### Hospitales públicos
- Hospital General Universitario, en la calle Hermanos Falcó. Contaba en 2009 con 503 camas, realizándose 9.039 operaciones quirúrgicas.[2]
- Hospital Universitario Nuestra Señora del Perpetuo Socorro, en la calle Seminario. Contaba en 2009 con 187 camas, y se practicaron 8.970 operaciones quirúrgicas.[2]

Estos dos hospitales forman, junto con el Centro de Atención a la Salud Mental de Albacete, el Complejo Hospitalario Universitario de Albacete, que en el año 2009 contaba con un total de 752 camas, 15 quirófanos instalados, 210 locales de consultas, 2 paritorios, 42 puestos de Unidad de Cuidados Intensivos y 80 puestos de Hospital de Día.
El Complejo Hospitalario Universitario de Albacete es la primera empresa de la región, con alrededor de 5.000 trabajadores (año 2011) si sumamos también los de los hospitales generales de Almansa y Villarrobledo.

### Hospitales privados
- Clínica Santa Cristina
- Clínica Nuestra Señora del Rosario
- Hospital Quirónsalud Albacete
- Centro Sociosanitario Vitalparque

## Farmacias
Albacete cuenta con 87 farmacias que ofertan sus servicios repartidas por todos los rincones de la capital.

## Servicios Sociales

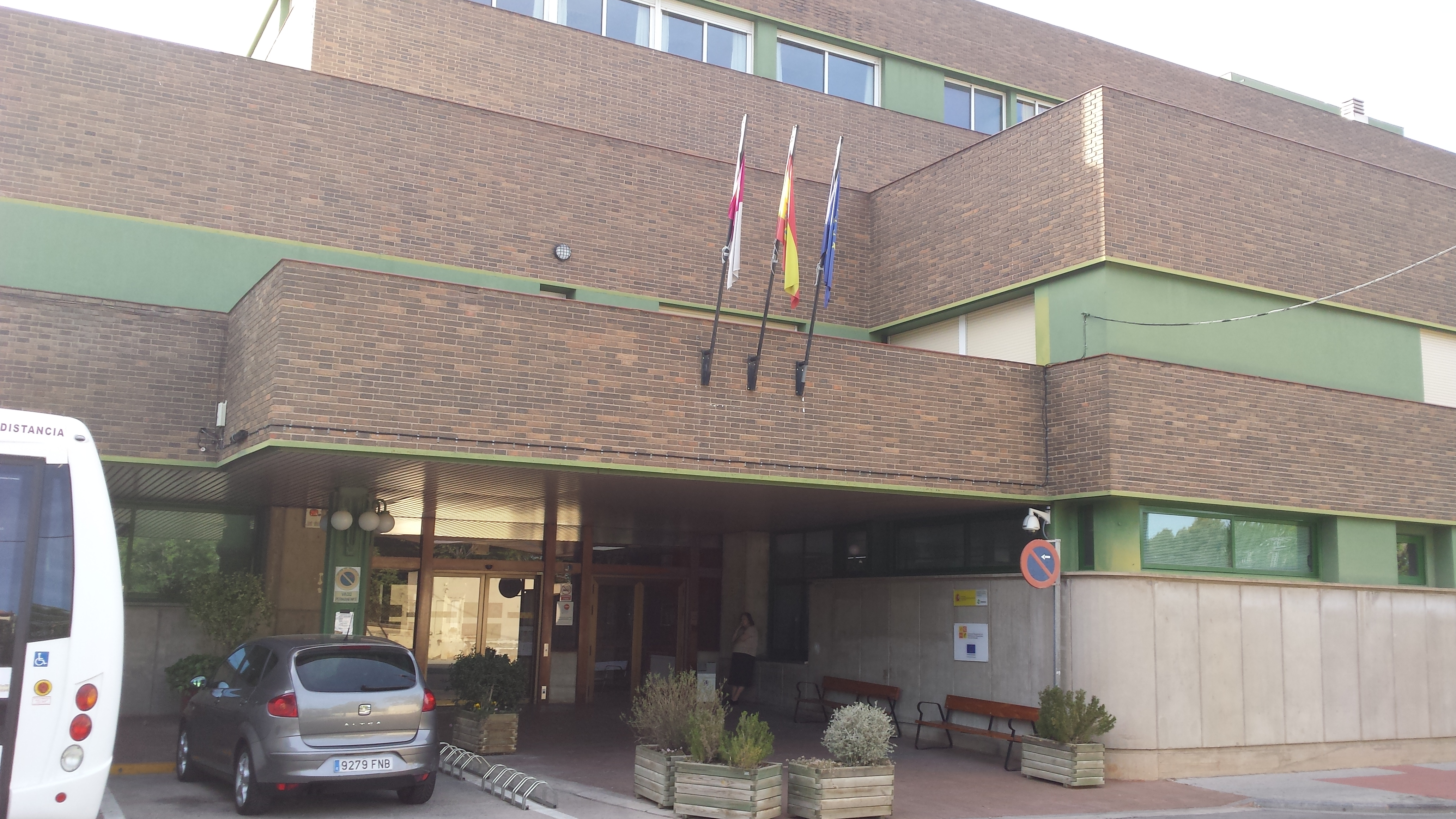
Entrada al Centro de Recuperación de Personas con Discapacidad Física de Albacete (CRMF), uno de los cinco que existen en España.

El Ayuntamiento de Albacete dispone del Área de Servicios Sociales para prestar la ayuda y asesoramiento necesario que puedan necesitar los colectivos y personas más desfavorecidas y necesitadas de la ciudad, tales como familias e infancia, mayores, inmigrantes, personas sin hogar, discapacitados, mujeres o jóvenes. Para hacer más efectivo estos Servicios Sociales existen cerca de 60 Centros sociales en todo el municipio, que desarrollan varias prestaciones como el Servicio de Información, Valoración y Orientación (SIVO), inserción sociolaboral, prestaciones económicas o ayudas de emergencia social. La organización de los Servicios Sociales se complementa con varios planes: Plan de intervención en barrios, Plan municipal de drogas, Plan de convivencia intercultural, o los Planes de igualdad (entre otras actuaciones).
Centros

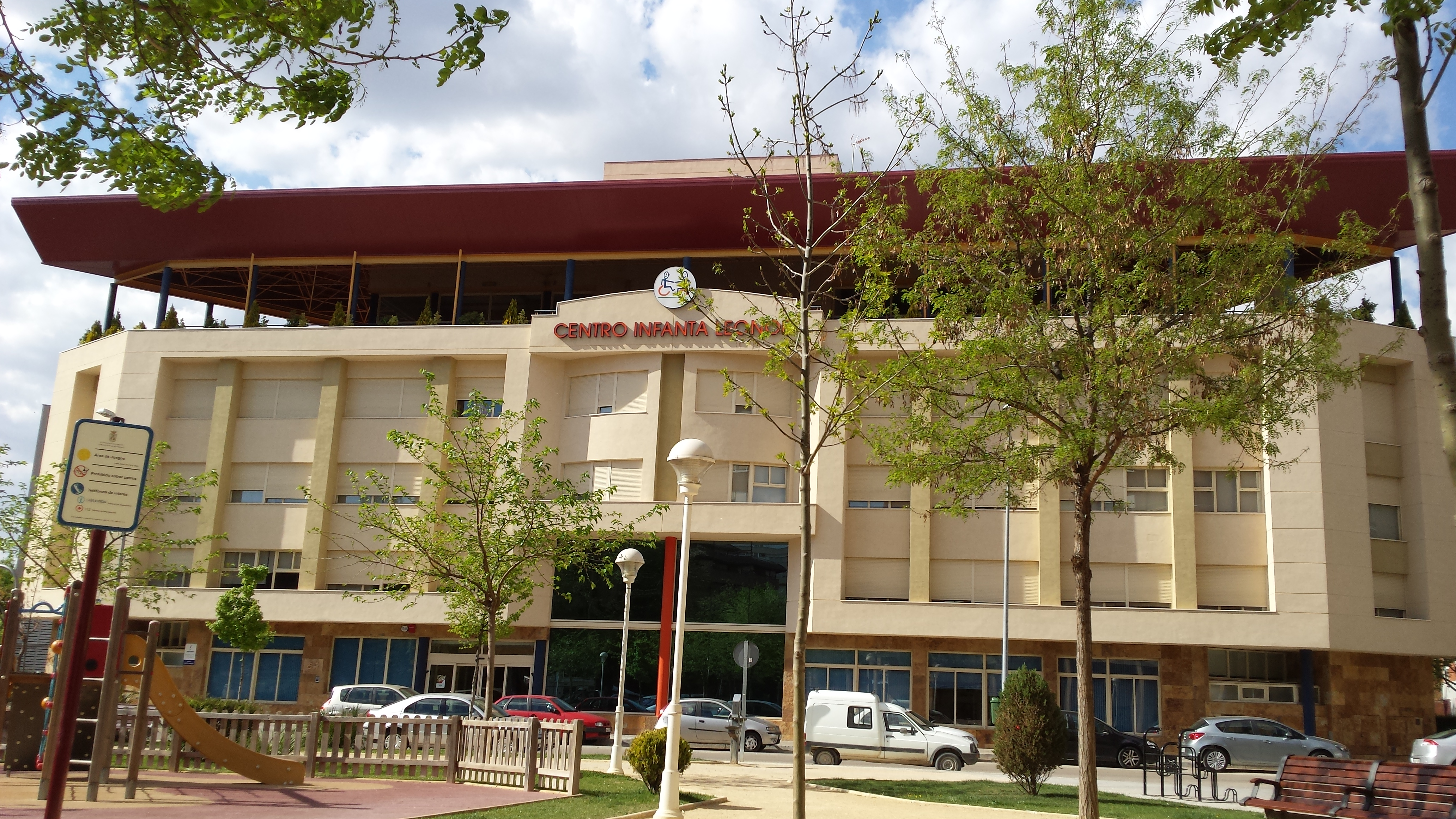
Centro de Atención a Grandes Discapacidades Físicas y Orgánicas Infanta Leonor.

Albacete cuenta con 25 centros socioculturales distribuidos por los distintos barrios. Para las personas mayores, la ciudad dispone de numerosos recursos: 11 residencias de mayores (5 públicas, 2 privadas-concertadas y 4 privadas), 19 clubs de jubilados, 3 centros de mayores (hogares), un Centro de Autonomía Personal y Prevención de la Dependencia, y multitud de asociaciones. Por otro lado, la capital alberga un Centro de Atención Integral a Personas sin Hogar. Por su parte, los inmigrantes pueden alojarse en el Campamento Humanitario de La Dehesa. Entre las entidades benéficas destaca la Institución Benéfica Sagrado Corazón de Jesús de Albacete, que proporciona ayuda a las personas más desfavorecidas. Para las personas con discapacidad, la ciudad cuenta con numerosos recursos como el Centro de Recuperación de Personas con Discapacidad Física, uno de los cinco de su género que existen en España, el Centro de Atención a Grandes Discapacidades Físicas y Orgánicas Infanta Leonor, el Centro de Atención a Personas con Discapacidad Intelectual Grave Albatros, el Centro Integral de Enfermedades Neurológicas, el Centro Ocupacional Prelaboral o la Unidad Provincial de Accesibilidad. Las mujeres disponen del Centro de la Mujer y del Centro de Atención Integral a Víctimas de Violencia de Género, que incluye un Centro de Urgencias y una Casa de Acogida. Para los jóvenes la ciudad cuenta con un nuevo y moderno Centro de la Juventud , mientras que para la familia e infancia acoge recursos como el Parque Infantil de Tráfico o las Escuelas de Verano.